# تشارلز إس. ديوي
تشارلز إس. ديوي (بالإنجليزية: Charles S. Dewey)‏ هو ضابط وسياسي أمريكي، ولد في 10 نوفمبر 1880 في كاديز في الولايات المتحدة، وتوفي في 27 ديسمبر 1980 في واشنطن العاصمة في الولايات المتحدة. حزبياً، نشط في الحزب الجمهوري. وقد انتخب عضو مجلس النواب الأمريكي.